# Episodi di IT Crowd
Gli episodi della serie televisiva IT Crowd, trasmessa in prima visione sul canale televisivo inglese Channel 4, sono in totale 25. Ventiquattro sono andati in onda suddivisi in quattro differenti stagioni tra il 2006 e il 2010, mentre uno speciale finale è stato trasmesso il 27 settembre 2013.
In Italia le quattro stagioni sono state trasmesse dal 25 luglio 2010 sul canale pay Steel della piattaforma Mediaset Premium. Lo speciale conclusivo è stato reso disponibile su Netflix nel giorno del suo day one italiano, il 22 ottobre 2015, insieme al resto della serie. 
| Stagione | Titolo originale            | Titolo italiano                 | Prima TV UK       | Prima TV Italia           |
| -------- | --------------------------- | ------------------------------- | ----------------- | ------------------------- |
| 1        | Yesterday's Jam             | La marmellata del giorno prima  | 3 febbraio 2006   | 25 luglio 2010            |
| 1        | Calamity Jen                | Calamity Jen                    | 3 febbraio 2006   | 25 luglio 2010            |
| 1        | Fifty-Fifty                 | Fifty-fifty                     | 10 febbraio 2006  | 1º agosto 2010            |
| 1        | The Red Door                | La porta rossa                  | 17 febbraio 2006  | 1º agosto 2010            |
| 1        | The Haunting of Bill Crouse | Il fantasma di Jen              | 24 febbraio 2006  | 8 agosto 2010             |
| 1        | Aunt Irma Visits            | Arriva zia Irma                 | 3 marzo 2006      | 8 agosto 2010             |
| 2        | The Work Outing             | L'uscita allo scoperto          | 24 agosto 2007    | 15 agosto 2010            |
| 2        | Return of the Golden Child  | Ritorno del figliol prodigo     | 31 agosto 2007    | 15 agosto 2010            |
| 2        | Moss and the German         | Moss e il Tedesco               | 7 settembre 2007  | 22 agosto 2010            |
| 2        | The Dinner Party            | La cena                         | 14 settembre 2007 | 22 agosto 2010            |
| 2        | Smoke and Mirrors           | Fumo negli occhi                | 21 settembre 2007 | 29 agosto 2010            |
| 2        | Men Without Women           | Uomini senza donne              | 28 settembre 2007 | 29 agosto 2010            |
| 3        | From Hell                   | Dall'inferno                    | 21 novembre 2008  | 5 settembre 2010          |
| 3        | Are We Not Men?             | Non siamo uomini veri?          | 28 novembre 2008  | 5 settembre 2010          |
| 3        | Tramps Like Us              | Barboni come noi                | 5 dicembre 2008   | 12 settembre 2010         |
| 3        | The Speech                  | Il discorso                     | 12 dicembre 2008  | 12 settembre 2010         |
| 3        | Friendface                  | Friendface                      | 19 dicembre 2008  | 19 settembre 2010         |
| 3        | Calendar Geeks              | Il calendario degli informatici | 26 dicembre 2008  | 19 settembre 2010         |
| 4        | Jen the Fredo               | Jen, alias Fredo                | 25 giugno 2010    | 26 settembre 2010         |
| 4        | The Final Countdown         | Il conto alla rovescia          | 2 luglio 2010     | 26 settembre 2010         |
| 4        | Something Happened          | È successa una cosa             | 9 luglio 2010     | 3 ottobre 2010            |
| 4        | Italian for Beginners       | Italiano per principianti       | 16 luglio 2010    | 3 ottobre 2010            |
| 4        | Bad Boys                    | Cattivi ragazzi                 | 23 luglio 2010    | 10 ottobre 2010           |
| 4        | Reynholm v Reynholm         | Reynholm contro Reynholm        | 30 luglio 2010    | 10 ottobre 2010           |
| speciale | The Internet Is Coming      | L'ultimo episodio               | 27 settembre 2013 | 22 ottobre 2015 (Netflix) |